# Schönbrunn (Denkendorf)
Schönbrunn ist ein Ortsteil der Gemeinde Denkendorf im oberbayerischen Landkreis Eichstätt.

## Geographie
Der Ort liegt auf der Hochfläche der südlichen Frankenalb südöstlich des Gemeindesitzes Denkendorf und östlich der Bundesautobahn 9 und der Schnellfahrstrecke Nürnberg–Ingolstadt.

## Geschichte
Die Wasserburg „Prunn/Prun/Brunn“ – später „Schönbrunn/Schönprunn“ genannt – wird in der Auseinandersetzung um das Hirschberger Erbe nach dem Aussterben der Hirschberger Grafen mit Gebhard VII. erstmals 1305 im Gaimersheimer Schiedsspruch genannt und dem Hochstift Eichstätt zugesprochen. 1447 besaß ein Ortsadeliger vom benachbarten Zandt, Konrad Zanter, die Burg; ob und warum das Geschlecht seinen Sitz letztlich hierher verlegte, muss offenbleiben. Noch 1473 vergab der Eichstätter Bischof Prunn als Lehen (damals in Nachfolge der Herren von Heideck an Albrecht Klark, Peter von Wilmersdorf und Hans von Mörnsheim), ab 1475 dann der Herzog von Bayern-Landshut, dem der Bischof das Lehen in einem Tauschgeschäft überlassen hatte. 1485 besaß Ulrich Zanter Prunn, der das Gut an Wolfgang Scherner veräußerte, der wiederum an Herzog Georg den Reichen verkaufte. 1517 hatte der Herzogliche Baumeister Leonhard Halder das Anwesen in Besitz. Die weiteren Besitzer wechselten häufig. Seit 1560 wurde die Liegenschaft als kurpfälzisch-baierische Hofmark bezeichnet. 1572 besaß der fürstliche Proviant- und Zahlmeister Georg David Wegmacher in Ingolstadt Prunn; im gleichen Jahr kaufte er vom Kloster Plankstetten die Hofmark Zandt und vereinigte beide Hofmarken. Sie wurden im Dreißigjährigen Krieg 1632 von den Schweden gebrandschatzt; Besitzer von Prunn war von 1595 bis 1660 die Familie Hann (Han, Haan). Für das 17. und 18. Jahrhundert hinein lassen sich eine Krugbäckerei und eine Glasfabrik (Grünglasherstellung bis circa 1870) nachweisen.
1729 besaß Generalwachtmeister Remowsky das Gut. 1812 wurden die Hofmarken unter dem neuen Besitzer Baron Carl Ernst von Gravenreut, der sie von Thomas Joseph Freiherr von Bechmann erstanden hatte, zu einem Dorfgericht vereinigt, das dem Landgericht und Rentamt Ingolstadt unterstand. Nach ihm gehörten die Hofmarken Clement Graf von Leyden. Dieser verkaufte 1817 an den Herzog von Leuchtenberg und Fürst von Eichstätt, Eugène de Beauharnais, der die Anlage bis 1852 als Jagdschloss (für den Köschinger Forst) nutzte und hier Mineralwasserflaschen aus Ton herstellen, befüllen und verkaufen ließ.
1809 war aus Prunn und Köschinger Forst der Steuerdistrikt Prunn gebildet worden, der 1818 eine eigene Gemeinde wurde (bis 1816 einschließlich des Wirtsguts in Grampersdorf). 1809 bis 1819 bildete Prunn/Zandt ein eigenes Ortsgericht. Die Gemeinde wurde 1819 aus dem Landgericht Ingolstadt herausgelöst und dem Landgericht Kipfenberg zugeteilt. 1833 fielen mit dem Ende des Leuchtenbergischen Fürstentums die Gemeinden Schönbrunn und Zandt verwaltungsmäßig an das Königreich Bayern zurück. Sie unterstanden von da ab wieder dem Landgericht Kipfenberg. 1842 erreichte Herzog Maximilian von Leuchtenberg, dass Zandt und Prunn als Patrimonialgericht anerkannt wurde. Dieser Zustand dauerte allerdings nur bis 1848, als beide Orte erneut dem Landgericht Kipfenberg einverleibt wurden. 1855 verkaufte die Witwe von Herzog Maximilian de Beauharnais, die russische Großfürstin Marija Nikolajewna Romanowa, ihren gesamten Grundbesitz, darunter auch das Ökonomiegut Prunn, an den Bayerischen Staat. Im Jahr 1875 erfolgte die Umbenennung von „Prunn“ in „Schönbrunn“. Auf der Grabplatte des 1861 gestorbenen Glasfabrik- und Gutsbesitzers Max Knitel, die sich an seinem Sterbeort Kipfenberg erhalten hat, ist aber bereits „Schönprunn“ zu lesen.
Bis um das Jahr 1920 wurde in Schönbrunn Bier gebraut. Heute gehört das Schloss Graf Maximilian von der Schulenburg.
Am 1. April 1971 wurde der bis dahin selbstständige Ort im Zuge der bayerischen Gebietsreform nach Denkendorf eingemeindet. 1983 existierten in Schönbrunn einschließlich des Gutshofes zwei landwirtschaftliche Vollerwerbs- und fünf Nebenerwerbsbetriebe.

### Schloss Schönbrunn

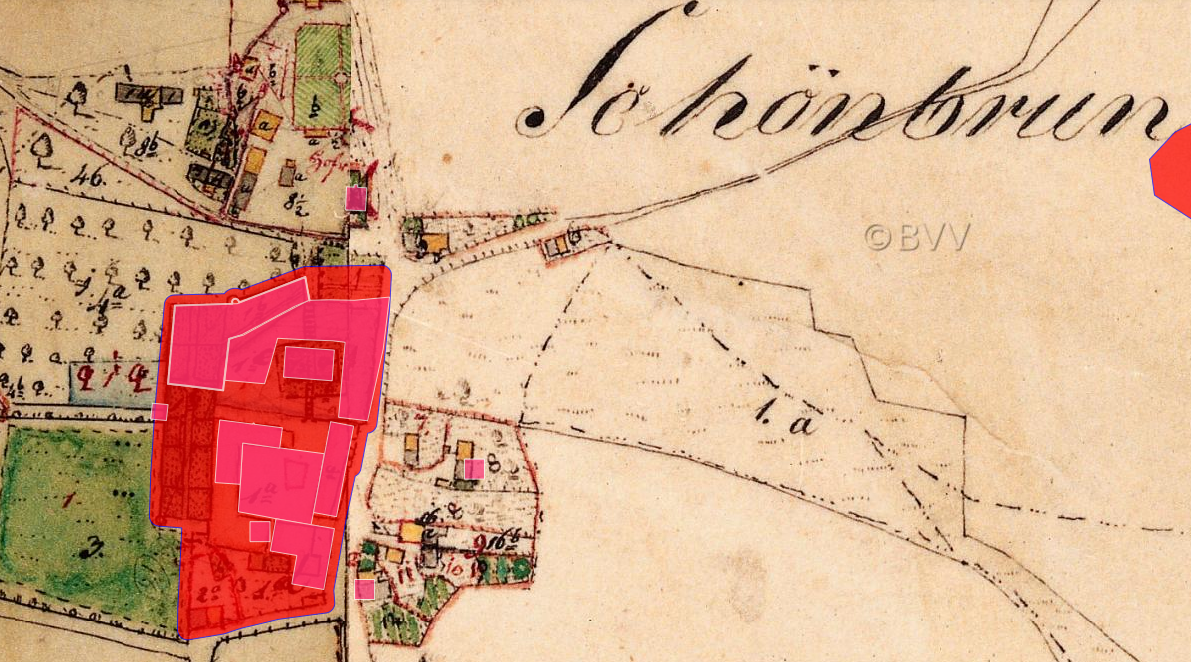
Lageplan von Schloss Schönbrunn (Denkendorf) auf dem Urkataster von Bayern

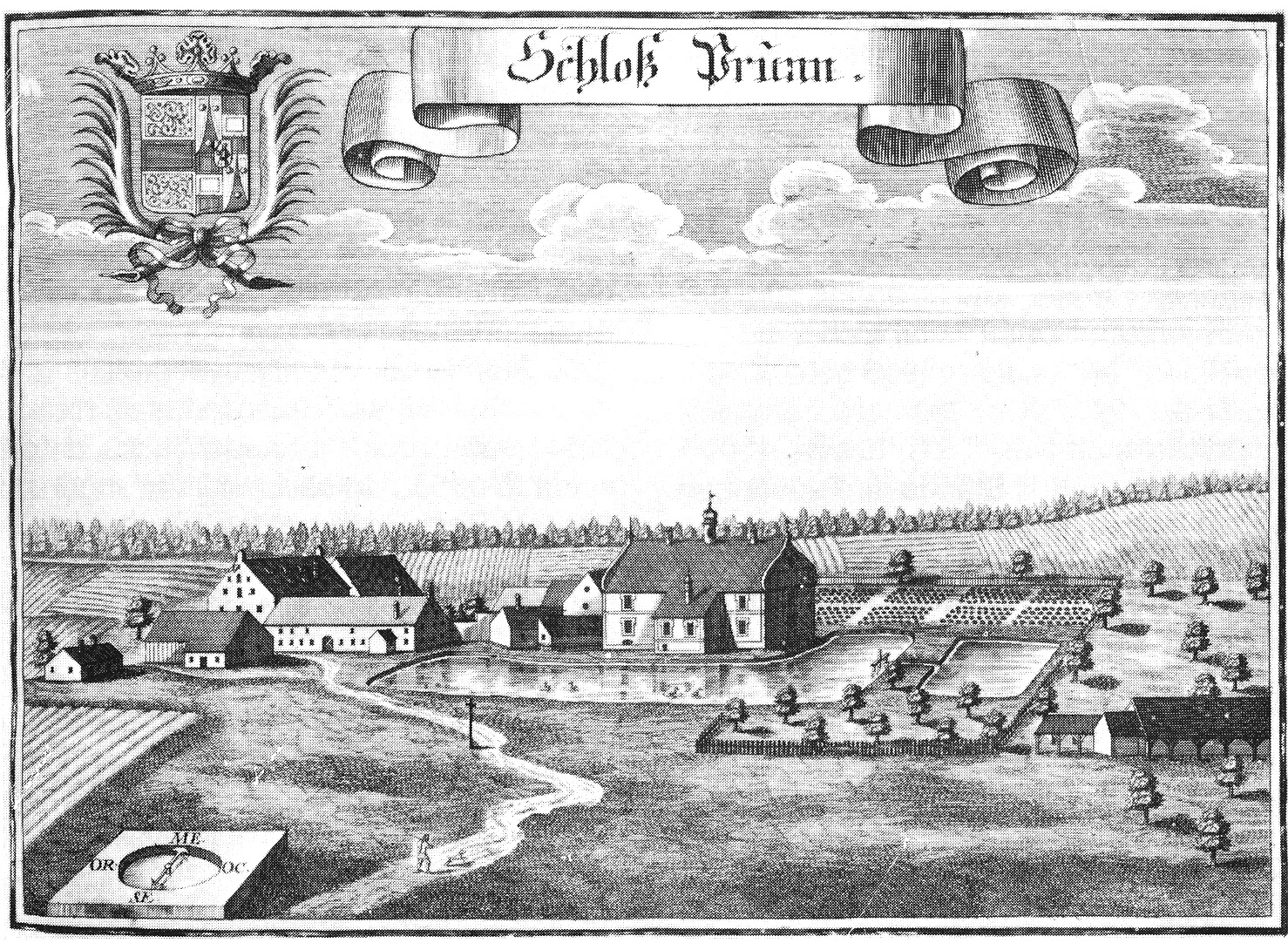
Schloss Prunn nach einem Stich von Michael Wening (um 1701)

Das Schloss liegt am Westrand des Ortes. Es handelt sich um einen Neubau des frühen 18. Jahrhunderts, der von drei Seiten von einem von mehreren Quellen gespeisten Weiher umgeben ist. Der dreigeschossige Bau mit Walmdach zeigt ungegliederte Fassaden; die Längsseiten weisen neun, die Schmalseiten drei Fensterachsen auf. Auf den First ist ein achteckiger Dachreiter mit Kuppeldach für die Schlosskapelle St. Joseph im Erdgeschoss gesetzt. Auf der Umfassungsmauer stehen Steinbüsten von 1786 und damit aus der Bechmann-Zeit, die den geflügelten Chronos und die Jahreszeiten Sommer, Herbst und Winter darstellen. 1855 verkauften die Leuchtenberger das Schloss an Johann Georg von Löwel, Königlicher Bayerischer Rat und Landrichter von Kulmbach. 1900 ging der Besitz auf dessen Enkel Eugen Freiherr von Seefried auf Buttenheim über, dessen Enkel Maximilian Graf von der Schulenburg der heutige Schlossherr ist.
Zum Schloss gehören neben landwirtschaftlich genutzten Gebäuden ein zweiflügeliges, dreigeschossiges ehemaliges Bräuhaus (1839 unter dem Herzog von Leuchtenberg wohl von Leo von Klenze errichtet, klassizistisch) mit Malzdarrenabzug und – im Westen des Gutshofes – ein 14 m hoher Wasserturm mit Ochsentretanlage und Kolbenpumpen aus der Zeit des Spätbarocks. Die Anlage ist unter der Aktennummer D-1-76-120-25 als denkmalgeschütztes Baudenkmal von Schönbrunn verzeichnet. Ebenso wird sie als Bodendenkmal unter der Aktennummer D-1-7034-0157 im Bayernatlas als „mittelalterliche und frühneuzeitliche Befunde im Bereich des Wasserschlosses von Schönbrunn“ geführt.

### Einwohnerentwicklung
| Jahr | Einwohner |
| ---- | --------- |
| 1830 | 107       |
| 1898 | 187       |
| 1912 | 162       |
| 1938 | 160       |
| 1973 | 180       |
| 1983 | 177       |
| 2004 | 310       |
| 2010 | 301       |

| Jahr | Einwohner |
| ---- | --------- |
| 2015 | 311       |
| 2016 | 307       |
| 2017 | 300       |
| 2018 | 304       |
| 2019 | 317       |
| 2020 | 331       |
| 2021 | 324       |

## Vereine
- Freiwillige Feuerwehr Schönbrunn
- Kriegerverein Schönbrunn